# Omphalea
Omphalea é um género botânico pertencente à família Euphorbiaceae.
Plantas nativas das Américas.

## Sinoníia
| - Duchola Adans. - Hebecocca Beurl. - Hecatea Thouars | - Neomphalea Pax & K.Hoffm. - Omphalandria P.Browne - Ronnowia Buc'hoz |

## Espécies
Composto por 43 espécies:
| - Omphalea alternifolia - Omphalea ankaranensis - Omphalea axillaris - Omphalea biglandulosa - Omphalea bracteata - Omphalea brasiliensis - Omphalea cardiophylla - Omphalea cauliflora - Omphalea celata - Omphalea commutata - Omphalea cordata - Omphalea diandra - Omphalea eglandulata - Omphalea eglandulosa - Omphalea ekmanii | - Omphalea elaeophoroides - Omphalea epistylium - Omphalea frondosa - Omphalea gageana - Omphalea glandulata - Omphalea grandifolia - Omphalea guyanensis - Omphalea hypoleuca - Omphalea lactescens - Omphalea laevigata - Omphalea linearibracteata - Omphalea malayana - Omphalea mansfeldiana - Omphalea megacarpa - Omphalea nucifera | - Omphalea occidentalis - Omphalea oleifera - Omphalea oppositifolia - Omphalea palmata - Omphalea panamensis - Omphalea papuana - Omphalea philippinensis - Omphalea queenslandiae - Omphalea sargentii - Omphalea triandra - Omphalea trichotoma - Omphalea trinitatis - Omphalea verticillata |

## Nome e referências
Omphalea Linnaeus